# Derek Morris
Derek Terrence Morris (Edmonton, 24 agosto 1978) è un ex hockeista su ghiaccio canadese.

## Palmarès

### Mondiali
- 1 medaglia:
  - 1 oro (Repubblica Ceca 2004)